# Marko Ljubinković
Marko Ljubinković (en serbe cyrillique : Марко Љубинковић) est un footballeur serbe né le 7 décembre 1981 à Belgrade.

## Carrière
- 2000-2002 : Radnički Kragujevac  Serbie
- 2002-2006 : Rad Belgrade  Serbie
- 2006-2010 : FC Vaslui  Roumanie
- 2010-déc. 2010 : Sloboda Point Sevojno  Serbie
- jan. 2011-2011 : Anorthosis Famagouste  Chypre
- 2011-jan. 2012 : Vojvodina Novi Sad  Serbie
- fév. 2012-2012 : Changchun Yatai  Chine
- 2012-jan. 2013 : Rad Belgrade  Serbie
- fév. 2013-déc. 2013 : Radnički Niš  Serbie